# Fernando de Alva Cortés Ixtlilxochitl

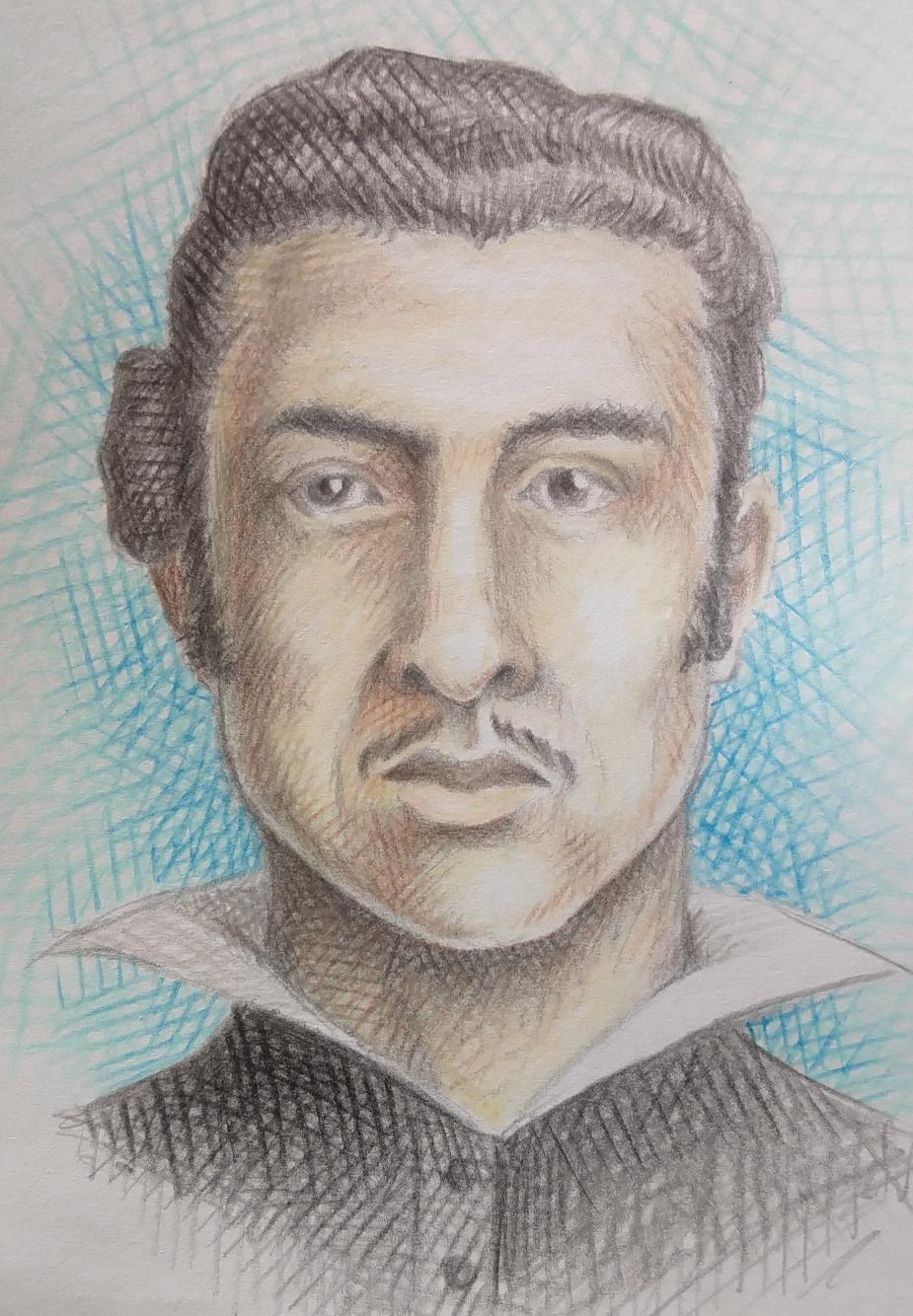
Fernando de Alva Ixtlixóchitl

Fernando de Alva Cortés Ixtlilxóchitl (Texcoco, tra il 1568 ed il 1580 – Città del Messico, 1648) è stato uno storico messicano specializzato nella storia della Nuova Spagna.

## Biografia
Era un castizo nato tra il 1568 ed il 1580, discendente diretto di Ixtlilxochitl I e Ixtlilxochitl II che, nei tempi precedenti la conquista spagnola, erano stati tlatoque (regnanti) di Texcoco. Era anche pro-pronipote di Cuitláhuac, penultimo regnante azteco di Tenochtitlán e vincitore della Noche Triste. Alla morte del fratello maggiore, nel 1602, fu dichiarato per decreto reale erede di titoli e proprietà della sua famiglia. Le proprietà non erano probabilmente troppo ricche, dato che nel 1608 si lamentò dello stato di miseria in cui si erano ridotti i discendenti dei re di Texcoco.
Si distinse come studente presso il collegio imperiale di Santa Cruz a Tlatelolco, dove gli furono insegnate le lingue nahuatl e spagnola. Visse a San Juan Teotihuacán dal 1600 al 1604.
Nel 1608 divenne interprete del viceré, che lo nominò per la sua capacità di apprendere e spiegare la scrittura geroglifica degli antichi messicani. Aveva anche una profonda conoscenza delle tradizioni dei suoi antenati, conservate nelle canzoni locali, ed apprese altre cose da anziani indiani famosi per la loro conoscenza. Trascrisse le proprie conoscenze e quelle degli amici creando opere sulla storia del proprio paese. Queste opere rimasero sconosciute finché la loro importanza non fu sottolineata da Clavijero prima, e da Humboldt poi. Il secondo specificò che furono scritte in spagnolo per ordine del viceré, e che si trovavano presso la biblioteca dei gesuiti in Messico. Alcune copie erano sparse in altre biblioteche.
Nel 1612 fu governatore di Texcoco, e nel 1613 governatore di Tlalmanalco. Nonostante i suoi illustri natali, l'ottima istruzione e la grande abilità, visse buona parte della sua vita in estrema povertà.

## Opere
Gli fu commissionato dal viceré della Nuova Spagna il compito di scrivere storie sui popoli indigeni del Messico. Il suo Relación histórica de la nación tulteca (chiamato solitamente Relación) fu scritto tra il 1600 ed il 1608. Si tratta di un racconto di numerosi eventi della Nuova Spagna e dei Toltechi. Il Relación e molti altri racconti contengono frammenti di testo e canzoni, molte ripetizioni e poca organizzazione. Stilò un racconto dettagliato del ruolo giocato dal proprio bisnonno Don Fernando Ixtlilxóchitl II nella conquista del Messico e nella pacificazione degli indigeni locali, lodandone i pregi e condannando l'ingratitudine dei conquistadores.
In seguito (tra il 1610 ed il 1640 secondo Chavero), Alva scrisse un'opera in spagnolo intitolata Historia chichimeca, che riporta le stesse cose ma più organizzate. Historia chichimeca non è il titolo originale, che è sconosciuto, ma è quello scelto da Carlos de Sigüenza y Góngora quando il manoscritto entrò in suo possesso. Lorenzo Boturini Bernaducci, che in seguito possedette lo stesso manoscritto, lo chiamò Historia general de la Nueva España. Si tratta di tracce di un'opera più estesa, il cui resto è andato perduto, o forse non fu mai completato. Termina con l'assedio di Città del Messico. L'opera fornisce la versione Texcoca della storia precolombiana e della conquista, in contrasto con l'opera di Fernando Alvarado Tezozómoc, che fornisce la versione Mexica. La Historia chichimeca è considerata la migliore opera di Alva.
Le sue opere contengono importanti dati sulla storia del Messico ma, a parte la Historia chichimeca, sono scritti senza ordine o metodo, con la cronologia spesso errata, e con numerose ripetizioni.
Alfredo Chavero ne pubblicò le opere, complete di note, col titolo di Obras históricas (Opere storiche) nel 1891-92. José Ignacio Dávila Garibi riprodusse questa edizione con un nuovo prologo nel 1952.
Il Codice Ixtlilxochitl viene attribuito a lui. Scrisse due memoriali, Sucinta e Sumaria, indirizzati al viceré Luis de Velasco e frate García Guerra. Si trattava del tentativo di recuperare alcune delle proprietà e dei privilegi appartenuti ai suoi nobili antenati. In parte grazie a queste richieste, e in parte per il parere favorevole espresso da fra García Guerra, che in seguito divenne arcivescovo di Città del Messico e viceré della Nuova Spagna, gli furono concesse alcune terre, e nei suoi ultimi anni di vita fu nominato interprete presso la corte giudiziaria indiana. Aveva ancora questo lavoro quando morì nel 1648, povero e dimenticato.